# Miltonvale Park
Miltonvale Park es un municipio rural canadiense situado en la provincia de Isla del Príncipe Eduardo.

## Superficie
Miltonvale Park tiene una superficie de 35,13 km².

## Demografía
En 2021, tenía 1196 habitantes, una densidad poblacional de 34 hab./km², y 501 viviendas.